# Bank Julius Bär

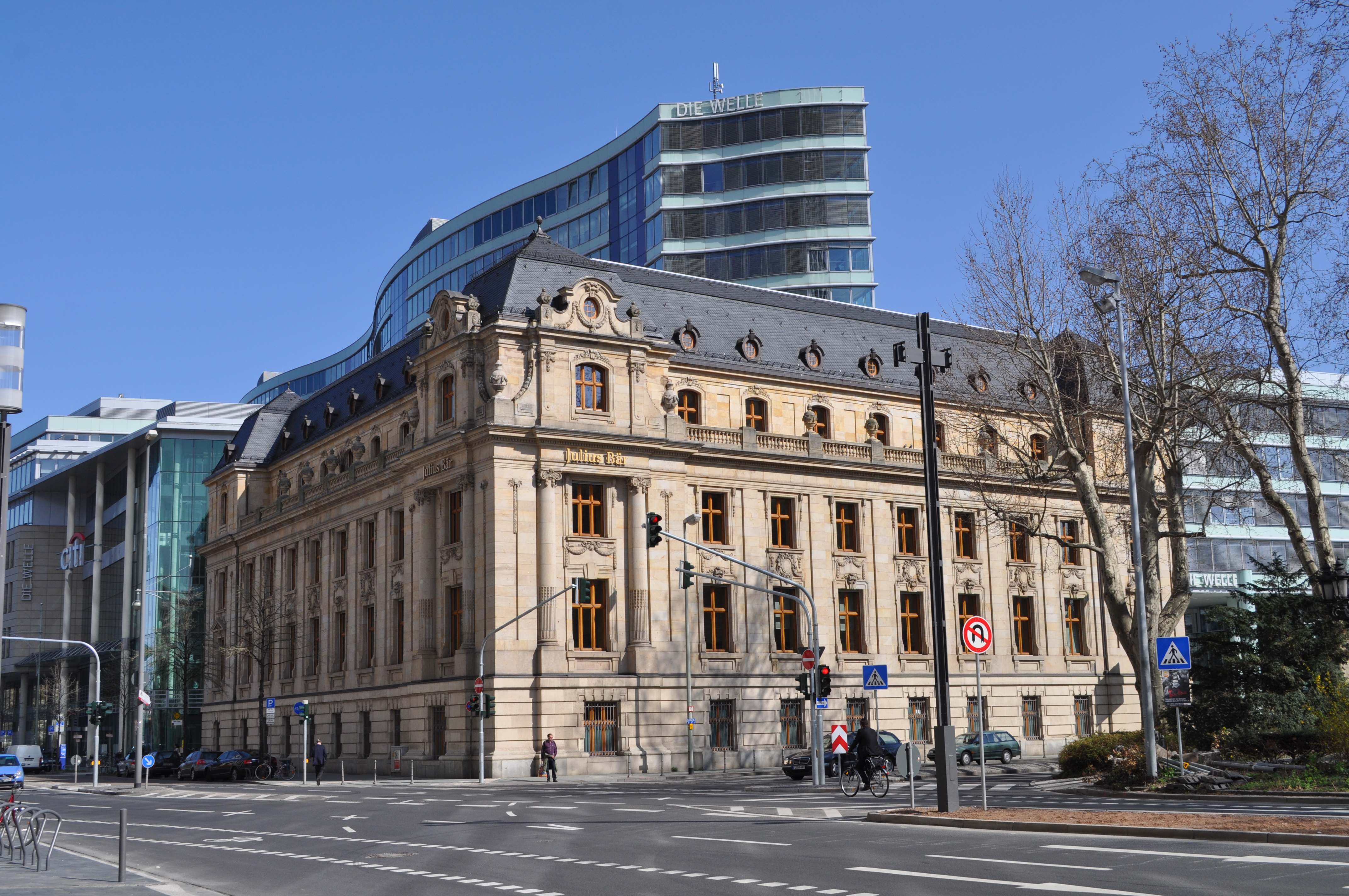
Niederlassung in Frankfurt am Main (2012)

Die Bank Julius Bär & Co. AG gehört zur Schweizer Bankengruppe Julius Bär Gruppe AG, einer Privatbank aus Zürich. Diese ist mit einem verwalteten Kundenvermögen von rund 482 Mrd. Schweizer Franken einer der grössten europäischen Vermögensverwalter. Ein Viertel der Kundengelder stammt aus Asien. Zu den wichtigsten Märkten im Jahr 2021 gehörten Singapur, China, Japan und Indien. Julius Bär beschäftigt etwa 6600 Mitarbeiter, davon nahezu 1400 Kundenberater, und ist in über 25 Ländern und an mehr als 60 Standorten vertreten. Der grösste Aktionär der Julius Bär Gruppe AG ist mit rund 10 % der Stimmrechte MFS Investment Management.

## Ausrichtung
Als Privatbank richtet sich ihr Angebot zur Vermögensverwaltung, Vermögensplanung und Vermögensfinanzierung in erster Linie an wohlhabende Kunden und Intermediäre (Private Banking). Sie bietet Anlageinstrumente in einer offenen Produktplattform und Beratungsdienstleistungen. Mehr als die Hälfte des Ertrages stammt aus dem Kommissions- und Dienstleistungsgeschäft. Neben ihrem Hauptsitz in Zürich betreibt das Bankhaus Niederlassungen in über 25 Ländern und ist an mehr als 60 Standorten vertreten.

## Geschichte
Am 17. Oktober 1890 gründeten Ludwig Hirschhorn und Theodor Grob in Zürich die Kollektivgesellschaft Hirschhorn & Grob mit Sitz an der Bahnhofstrasse 85, die im Bereich Geldwechsel aktiv wurde. Mit dem Austritt von Theodor Grob tat sich Ludwig Hirschhorn mit seinem Schwager Julius Bär und mit Joseph Michael Uhl zusammen; sie gründeten am 26. Dezember 1896 die Personengesellschaft Hirschhorn, Uhl & Bär. Nach dem Tod von Ludwig Hirschhorn übernahm Julius Bär am 23. April 1901 mit seiner Kommanditgesellschaft Julius Bär & Co. die Aktiva und Passiva der Personengesellschaft, die gleichzeitig aufgelöst wurde.
Walter, Werner und Richard Bär, die Söhne von Julius Bär, wurden in den Zehner- und Zwanzigerjahren nacheinander Partner der Bank. Die dritte Generation mit Hans Bär, Nicolas Bär, Peter Bär und Rudolf Bär übernahm ab 1947 nach und nach die Verantwortung und war bis 2005 im Verwaltungsrat vertreten.
Seit 1980 öffnete sich das Bankhaus schrittweise familienfremden Investoren, bis es sich 2005 als börsenkotierte Aktiengesellschaft zu einer Publikumsgesellschaft wandelte und seither dem Swiss Market Index angehört. Der Anteil der Familie Bär liegt unter 5 % des Aktienkapitals. Gemessen an den verwalteten Vermögen, ist Julius Baer die drittgrösste Bank nach den beiden Generalisten UBS und Credit Suisse und das grösste reine Vermögensverwaltungsunternehmen.
Im September 2005 erwarb das Bankhaus für 6.1 Mrd. Franken (rund 3.7 Mrd. Euro) die ehemals unabhängigen Privatbankiers Ferrier, Lullin & Cie SA, Ehinger & Armand von Ernst AG, Banco di Lugano (die bis 1990 als Banco di Roma per la Svizzera firmierte) und das Vermögensverwaltungshaus GAM (Global Asset Management) von der Schweizer Grossbank UBS, womit es zu einer der grössten unabhängigen Vermögensverwaltungen in der Schweiz wurde. Der Kaufpreis wurde mit 3,8 Mrd. Franken in bar und einem Anteil von 21,5 % des Aktienvermögens an der Privatbankgruppe bezahlt. Die UBS kündigte an, diesen Anteil nicht als strategische Beteiligung zu führen, was erwarten lässt, dass nach Ende der Verkaufssperrfrist von 18 Monaten die Schweizer Grossbank ihren Anteil bei günstigen Marktkonstellationen schrittweise reduzieren könnte.
2012 erwarb die Bank das Vermögensverwaltungsgeschäft von Merrill Lynch ausserhalb der USA von der Bank of America. Romeo Lacher wurde im April 2019 zum neuen Präsidenten des Verwaltungsrates gewählt und übernahm von Daniel Sauter. Bernhard Hodler hatte im November 2017 Boris Collardi als Chief Executive Officer ersetzt und wurde im September 2019 von Philipp Rickenbacher abgelöst.
Im November 2023 wurde bekannt, dass die mit Liquiditätsproblemen kämpfende Signa Holding mit über einer halben Milliarde Schweizer Franken bei der Bank Julius Bär verschuldet ist. Der Börsenkurs der Bank sank um etwa 20 %. Am 31. Januar 2024 wurde bekannt, dass der CEO Philipp Rickenbacher zurücktritt und sein Stellvertreter und bisheriger Chief Operating Officer (COO) Nic Dreckmann die Nachfolge ad interim übernimmt. Zudem wird der an die Signa-Gruppe vergebene Kredit von über 606 Millionen Franken vollständig abgeschrieben. Im Februar 2024 wurde bekannt, dass auch der Schweiz-Chef der Bank Julius Bär, Gilles Stuck, zurücktritt und durch Sonia Gössi ad interim ersetzt wird. Seit dem 9. Januar 2025 führt Stefan Bollinger das Unternehmen.

### Aufspaltung
Im Mai 2009 gab die Julius Bär Holding die Aufspaltung in zwei eigenständige Gesellschaften bekannt. Das Private-Banking-Geschäft sollte bei der Julius Bär Gruppe AG verbleiben, die sich künftig auf die Beratung und Betreuung von Privatkunden konzentrieren sollte. Das Asset-Management-Geschäft, das nebst GAM auch Artio Global Investors und Julius Bär Asset Management Europe umfasst, sollte in die GAM Holding AG eingebracht werden. Diese würde sich auf das Anbieten von Anlageprodukten (insbesondere Anlagefonds), Portfoliomanagement-Dienstleistungen sowie alternativen Anlagen konzentrieren. Die beiden Gesellschaften sind nach Zustimmung durch die Aktionäre und der Aufsichtsbehörden seit Oktober 2009 als eigenständige Unternehmen an der Börse kotiert.

## Rechtliche Probleme

### Probleme mit Steuerbehörden in Deutschland
Am 14. April 2011 gab Julius Bär bekannt, dass sie sich mit den deutschen Behörden auf eine einmalige Zahlung von 50 Millionen Euro (ca. 64,7 Millionen Franken) geeinigt habe. Damit wurden die gegen Julius Bär und unbekannte Mitarbeitende geführten Ermittlungen, betreffend unversteuerte Vermögen von in Deutschland steuerpflichtigen Personen, eingestellt. Die Ermittlungen kamen zustande durch Selbstanzeigen deutscher Kunden und von deutschen Behörden gekaufte sowie von diesen erhobene Daten.

### WikiLeaks
Am 17. Januar 2011 stellte Rudolf Elmer WikiLeaks die angeblichen Kontodaten von 2.000 Personen und Unternehmen von drei Finanzinstituten, darunter Julius Baer, zur Verfügung. Elmer, ein früherer Angestellter von Julius Baer, arbeitete von den frühen 1980er Jahren bis 2002 für die Bank, als er wegen Datendiebstahls entlassen wurde. Bereits 2008 hatte Elmer Bankinformationen an Wikileaks weitergegeben, wie Der Spiegel berichtete. Der Spiegel bezeichnete die Unterlagen damals als «teils authentisch, teils gefälscht». Später berichtete der Tages-Anzeiger, dass die CDs leer waren und die Aktion ein Trick war, um auf Elmers Gerichtsverfahren in der Schweiz aufmerksam zu machen.

### Datendiebstahl 2011
Zwischen Oktober und Dezember 2011 übergab der deutsche IT-Spezialist Lutz Otte Daten von 2.700 deutschen Kunden an die deutschen Steuerbehörden und erhielt dafür eine Belohnung von 1,1 Millionen Euro. Die Angelegenheit wurde dann im Sommer 2012 aufgedeckt und Otte wurde verhaftet. Im August 2013 wurde Otte in der Schweiz zu 3 Jahren Gefängnis verurteilt, wobei die Hälfte der Strafe zur Bewährung ausgesetzt wurde.

### Klage wegen verschwundener DDR-Millionen
Am 21. August 2014 reichte die Bundesanstalt für vereinigungsbedingte Sonderaufgaben (BvS), die als Treuhänder für das Vermögen der ehemaligen DDR fungiert, beim Bezirksgericht Zürich eine Klage gegen die Julius Baer & Co.AG ein. Im Jahr 2020 entschied das Gericht, dass Julius Baer etwa 150 Millionen CHF (einschliesslich Zinsen) an die BvS zu zahlen hat.

### Strafverfahren wegen Steuerhinterziehung
Im November 2009 begann die US-Steuerbehörde Internal Revenue Service mit Ermittlungen gegen die Bank Julius Baer und andere Schweizer Finanzinstitute wegen des Verdachts, US-Bürgern bei der Steuerhinterziehung geholfen zu haben. Die Bank entschied sich daraufhin, mit den Bundesermittlern zusammenzuarbeiten und kooperierte mit der Untersuchung des US-Justizministeriums. Infolgedessen unterzeichnete Julius Baer eine Vereinbarung mit den US-Behörden über die Aussetzung der Strafverfolgung und stimmte der Zahlung einer Geldstrafe in Höhe von 547 Millionen Dollar zu.
In Brasilien stiessen die Staatsanwälte im Zuge der Anti-Korruptions-Operation Lava Jato bei einer Untersuchung gegen Eduardo Cunha, den damaligen Präsidenten der brasilianischen Abgeordnetenkammer, auf die Bank Julius Baer. Julius Baer kooperierte bei den Ermittlungen, indem sie den Schweizer Behörden Informationen über Cunhas persönliche und damit verbundene Konten zur Verfügung stellte und die Konten einfror.

### Schwere Mängel in der Geldwäschebekämpfung
Die Eidgenössischen Finanzmarktaufsicht hat am 20. Februar 2020 veröffentlicht, dass es im Bankhaus Bär bei der Verhinderung von Geldwäsche schwere Mängel gab. Im Zeitraum von 2009 bis Anfang 2018 sei es im Zusammenhang mit den Korruptionsfällen rund um den Ölkonzern PDVSA und den Fussballverband FIFA zu erheblichem Fehlverhalten gekommen. Bis «zur Wiederherstellung des ordnungsgemässen Zustandes ist es der Bank untersagt, grosse und komplexe Firmenakquisitionen durchzuführen», so die FINMA. Im Juni 2020 wurde erneut eine Untersuchung der Finanzmarktaufsicht (Finma) «wegen des Verdachts auf Verletzung der Bestimmungen zur Geldwäsche-Bekämpfung» eingeleitet. Den Anschuldigungen zufolge soll die Bank Unregelmässigkeiten bei Transaktionen eines argentinischen Kunden bemerkt, aber nicht an die Finanzaufsicht gemeldet haben. Nachdem beide Untersuchungen durchgeführt und abgeschlossen wurden, hat die FINMA im März 2021 das Verbot formell wieder aufgehoben. Die Finanzmarktaufsicht gab zeitgleich bekannt, Julius Bär weiterhin engen Aufsichtsmassnahmen zu unterwerfen.

## Julius Bär Stiftung
Der Schwerpunkt der Julius Bär Stiftung liegt in der Reduktion von Vermögens- und Bildungsungleichheit. Die 1965 von Walter J. Bär (1895–1970) gegründete Stiftung hat sich auch international engagiert, sodass unterdessen weltweit Projekte unterstützt werden. Als Ziel wird angegeben, Benachteiligte und Privilegierte gemeinsam ihre Netzwerke nutzen zu lassen, um mehr Chancengleichheit zu schaffen.